# タイタンズVSパワーパフガールズ
『タイタンズVSパワーパフガールズ』（原題：TTG v PPG）は、『ティーン・タイタンズGO!』と『パワーパフガールズ』のクロスオーバー作品。

## 概要
DCコミック関連のカートゥーン ネットワークで放送されている、スーパーヒーロー（ヒロイン）を主人公としたコメディアニメーション2作品のクロスオーバー。キャラクターデザインや声優（原語版・日本語吹き替え版とも）、世界観はティーン・タイタンズ側は『ティーン・タイタンズGO!』に、パワーパフガールズ側は2016年リブート版に準じている（ただし、キャラクターの輪郭線などは『パワーパフガールズ』側のキャラクターも『ティーン・タイタンズGO!』に準じてやや太めに描かれている）。
日本のカートゥーン ネットワークでは2017年7月30日に「カートゥーン夏祭り」として初放送。オープニング・エンディングなど番組枠は『ティーン・タイタンズGO!』に準じる。

## キャスト
声優は、日本語／英語版
- ロビン - 小野塚貴志 / スコット・メンヴィル
- スターファイアー - 月本皇子 / ヒンデン・ウォルチ
- サイボーグ - 魚建 / カリー・ペイトン
- ビースト・ボーイ - 宮田幸季 / グレッグ・サイプス
- レイブン - 小平有希 / タラ・ストロング
- ブロッサム - 豊崎愛生 / アマンダ・レイトン
- バブルス - 上坂すみれ / クリステン・リー
- バターカップ - 村中知 / ナタリー・パラミデス
- モジョ・ジョジョ - 武田幸史 / ロジャー・L・ジャクソン
- ナレーション - 林家正蔵 / トム・ケニー